# Otting
Otting là một đô thị ở huyện Donau-Ries trong bang Bayern nước Đức. Đô thị Otting có diện tích 13,4 km².